# French Montana
Pour les articles homonymes, voir Montana (homonymie).
French Montana de son vrai nom Karim Kharbouch, né le 9 novembre 1984 à Casablanca (Maroc), est un rappeur, producteur et entrepreneur maroco-américain. Il est le fondateur du label Coke Boys Music, et de son prédécesseur Cocaine City Records. En 2012, il signe un contrat de coentreprise avec Bad Boy Records et Maybach Music Group (MMG). Il est connu pour ses collaborations avec des artistes tels que Harry Fraud, Max B, Rick Ross, Diddy et les membres de MMG et Bad Boy comme Chinx, Lil Durk, et son frère Zack. 
Immigrant aux États-Unis avec sa famille, à l'âge de 13 ans,, il survit d'une balle dans la tête en 2003,,. Il publie sa première mixtape en 2007, ainsi que son premier album, Excuse My French, le 21 mai 2013. En 2010, il atteint le succès avec Choppa Choppa Down, une chanson popularisée par les radios et clubs locaux du Sud des États-Unis. En 2012, son single Shot Caller devient l'une des chansons les plus jouées des radios urban contemporain du pays. En 2014, French Montana devient le compagnon de Khloé Kardashian d'avec qui il se sépare au milieu de l'année 2015 ; il était également le compagnon de la rappeuse Trina et de l'actrice Sanaa Lathan. Surtout connu pour ses mixtapes, il est surnommé par la presse spécialisée de « Roi des Mixtapes » à « Roi des Featurings ».

## Biographie

### Jeunesse
French Montana naît le 9 novembre 1984  au Maroc. Il vit avec sa famille à Casablanca jusqu'à ses 13 ans,,. Dans sa jeunesse, il se consacre au football et au rap, qu'il considère comme ses deux véritables passions d'enfance avant de s'intéresser au basketball à la fin de son adolescence.
En 1997, à 13 ans, Karim quitte le Maroc avec sa mère, son père Abdelah et son petit frère Zack pour emménager à New York, où il s'installe dans le quartier du South Bronx. Ne communiquant qu'en arabe et en français, il apprend l'anglais dans la rue et dans les lycées Lehman et Roosevelt du Bronx. Après deux ans de dure vie, son père décide de repartir au Maroc à Rabat, tandis que sa mère décide de rester aux États-Unis, pensant qu'elle n'aura pas autant de chance dans son pays d'origine. Sa mère est, pendant cette période, enceinte de son petit frère Ayoub, né aux États-Unis, peu après le départ de son père pour le Maroc. Karim deviendra par la suite la principale source de revenus.

### Carrière

#### Cocaine City Records (2002–2010)
French Montana se lance dans des battles à son adolescence sous le nom Young French. En 2002, French et son ami Cams créent une série de street DVD appelée Cocaine City,. Cette série contient des interviews de futurs rappeurs, de personnalités, et des battles de rue,,. Initialement sous le nom de Young French, il utilise ses DVD pour montrer ses talents de musicien underground, qui incluent ses compositions, ses freestyles, et collaborations avec d'autres musiciens. Le premier volet de la série fait participer Pee Wee Kirkland, et Remy Ma, notamment,. Ce qui est lancé comme moyen de se faire connaître auprès du grand public attire rapidement l'attention de grandes sociétés de street DVD. Résidant dans le Bronx, French continue la série aux côtés de ses amis d'enfance Brock, Droop Pop et Cheeze, qui deviendront les premiers rappeurs à former Coke Boys,.
En 2003, French reçoit une balle dans la tête à la sortie de son studio d'enregistrement dans le Bronx,,. L'un des deux hommes armés est décédé par balle durant l'incident qui semblerait être un « tir ami »,. French est amené d'urgence à l'hôpital et soigné pendant plusieurs semaines,. Lors d'un entretien avec le magazine Complex en 2005, French révèle ses ambitions et sa motivation à devenir un rappeur plus sérieux. 
Dans une interview avec le magazine Rolling Stone, Harry Fraud explique avoir fait la rencontre de French Montana lors d'une session d'enregistrement à Chinatown. Au début de 2009, French Montana signe un contrat avec Akon et son label Konvict Music. Les deux artistes collaborent sur une série de chansons, dont le premier single  Married to the Streets issu de la septième mixtape de French, Cocaine Konvicts publiée le 25 septembre. French et Akon se rencontrent grâce à leur ami Gaby Acevedo,.

#### Choppa Choppa Down(2010–2011)
French publie sa dixième mixtape Coke Boys le 15 novembre 2010, qui fait participer Three 6 Mafia, Gucci Mane, Akon, et Fat Joe, membre de Coke Boys, entre autres. La mixtape inclut la chanson Choppa Choppa Down, en featuring avec Waka Flocka Flame, qui deviendra un hit dans les clubs et sur les radios à travers le sud des États-Unis,. Waka Flocka, qui s'est popularisé grâce au single Hard In Da Paint publié le 13 mai, le publie plus tôt, tandis que Gucci Mane est en prison. Un ancien remix de la chanson, avec French Montana, est inclus dans la neuvième mixtape de French, Mac and Cheese 2 publiée le 6 mai, et qui fait participer Wiz Khalifa, Nicki Minaj, Big Sean, Curren$y et Nipsey Hussle, notamment.
Le 18 novembre 2010, le magazine XXL annonce la signature de French Montana chez Mizay Entertainment, dirigé par Debra Antney. Debra, la mère de Waka Flocka, était également manager de Waka Flocka, Gucci Mane, OJ Da Juiceman, Lex Luger, de l'équipe de production 808 Mafia, et autrefois de Nicki Minaj avant sa popularisation auprès du grand public,. Le clip de Choppa Choppa Down est diffusé en fin janvier et fait brièvement participer Gucci, Shawty Lo, DJ Holiday et des membres de Brick Squad Monopoly,.
Le 15 février, French publie sa onzième mixtape Mister 16: Casino Life, produit par Fraud et Lex Luger entre autres, incluant son futur succès Shot Caller. En décembre, il publie sa mixtape collaborative Cocaine Mafia avec les rappeurs Juicy J et Project Pat, publiée le 19 décembre. En 2012, French révèle un accord avec Mizay Entertainment. Avec une popularité grandissante dans le sud des États-Unis, French rencontre le rappeur Rick Ross qui l'invite à son studio.

#### Shot Calleret Bad Boy (depuis 2011)

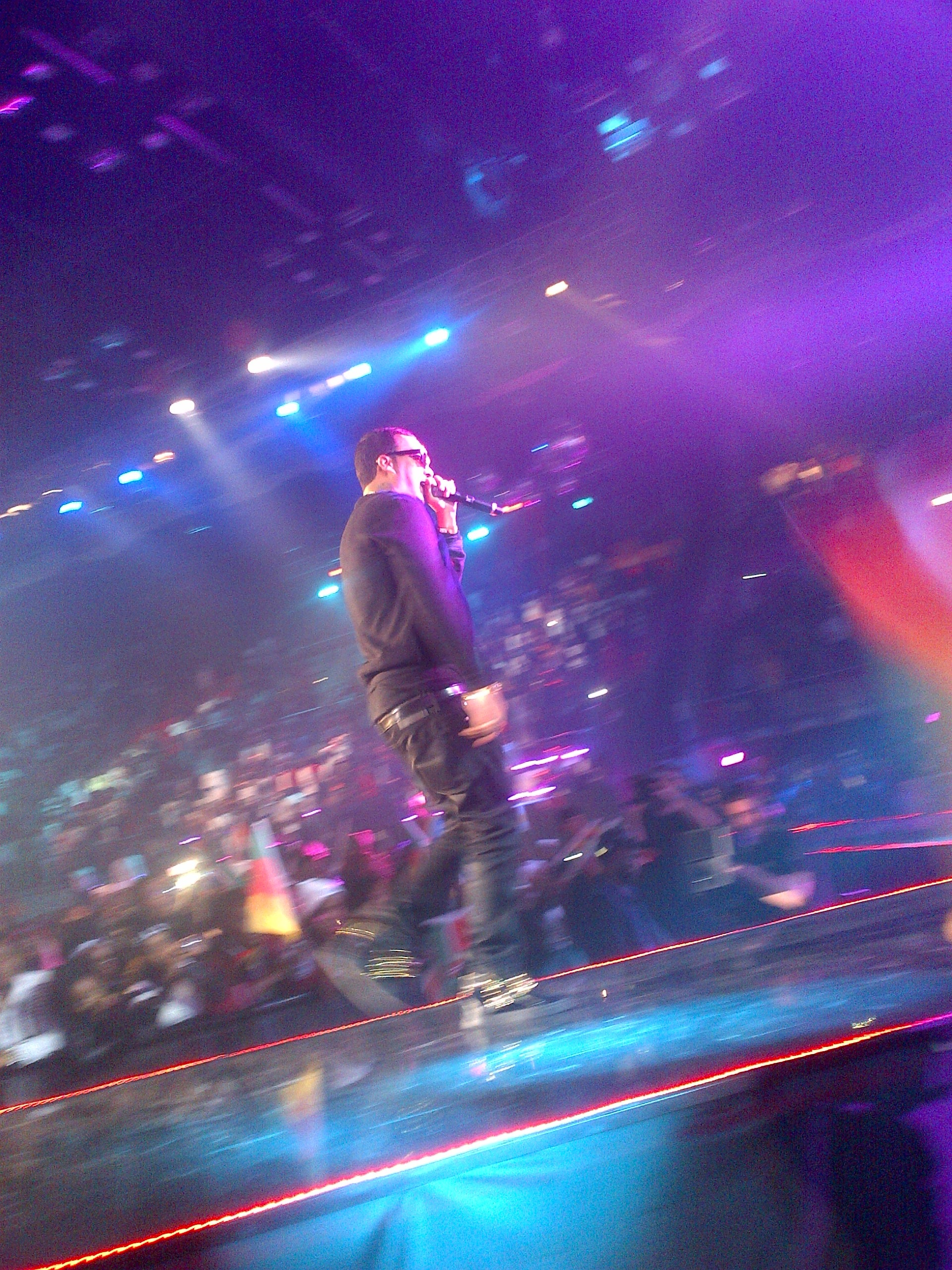
French Montana en 2014.

En 2012, il signe un accord de coentreprise avec Maybach Music Group (label de Rick Ross) et Bad Boy Records (label de Puff Daddy).
Le 31 juillet 2015, il est annoncé qu'il est en train de collaborer sur un titre avec Mariah Carey et Justin Bieber,.
Il a entretenu une relation amoureuse avec la star de télé réalité Khloe Kardashian avec qui il n'est plus en couple.

### Vie privée

#### Vie sentimentale
French Montana fut l'époux de Deen Kharbouch qu'il rencontre en 2003. De cette relation naîtra un garçon en 2009 nommé Kruz Kharbouch. Il se séparera de sa femme en 2014.
French Montana vit une liaison avec le mannequin franco-canadien Sophia Body,,. Il a également été rapporté par les médias que le rappeur a vécu des relations avec les modèles photos Chandra Davis, Draya Michelle, Keyshia Dior ou encore Candice Brook,. 
En 2013, French Montana se remet en couple avec Trina, qu'il signe sur son label Coke Boys,. À ce stade, Montana et Trina vivent ensemble dans sa résidence basée dans le New Jersey. Cependant, Montana emménage à Los Angeles en 2014 pour réaliser son deuxième album, ce qui met un terme à sa liaison avec Trina. French Montana explique s'être séparé en bons termes,. Il a ensuite une brève relation avec la call-girl Jenna Shea.
En 2014, French Montana devient le compagnon de Khloé Kardashian,,.
Le 27 juin 2015, French Montana annonce aux BET Awards 2015 être à nouveau célibataire.
Le 30 septembre 2016, il officialise sa nouvelle relation avec la rappeuse Iggy Azalea, mais se sépare au bout de quelques mois de relation. Il fréquente aussi la modèle instagram Alexis Skyy. En 2022, French Montana forme un couple avec Amber Rose,.
En mars 2023, French Montana est en couple avec la rappeuse Rubi Rose.

#### Autres
French Montana parle plusieurs langues comme l'anglais, l'arabe, et le français,. Il cite son père comme l'une de ses principales inspirations. French se décrit comme un passionné de mode, expliquant que son style a évolué au fil de sa carrière, et peut désormais acheter des marques prestigieuses.

## Affaires judiciaires

### Accusation d'agression sexuelle
En 2020, French Montana a été poursuivi pour agression sexuelle après avoir prétendument violé une femme en état d'ébriété à son domicile. Le procès a été réglé à l’amiable en 2022,.

## Influences
Tupac Shakur, Nas, Snoop Dogg, The Notorious B.I.G., 50 Cent, Puff Daddy et le Wu-Tang Clan ont été parmi les artistes hip-hop qu'il écoutait en grandissant,,. Il admire également le travail d'Adele et d'Amy Winehouse.

## Discographie

### Album studio
- 2013 : Excuse My French
- 2017 : Jungle Rules
- 2019 : Montana
- 2020 : CB5

### Mixtapes
- 2007 : French Revolution, Vol. 1
- 2008 : Live from Africa
- 2009 : Coke Wave (avec Max B)
- 2009 : The Laundry Man
- 2009 : Mac Wit Da Cheese
- 2009 : The Laundry Man 2
- 2009 : The French Connection (avec DJ Hitz)
- 2009 : Cocaine Konvicts (avec DJ Drama)
- 2009 : Coke Wave 2
- 2010 : Mac and Cheese 2
- 2010 : Cocaine Caviar
- 2010 : Coke Boys
- 2011 : Mister 16 (Casino Life)
- 2011 : Cocaine Caviar 2
- 2011 : Coke Boys 2
- 2011 : Coke Boys Run NY (avec Chinx Drugz et Kayo Marbilus)
- 2011 : Lock Out (avec Waka Flocka Flame)
- 2011 : Cocaine Mafia (avec Juicy J et Project Pat)
- 2012 : Coke Boys 3
- 2012 : Mac and Cheese 3
- 2014 : Coke Boys 4
- 2014 : Mac & Cheese: The Appetizer
- 2015 : Casino Life 2: Brown Bag Legend
- 2015 : Coke Zoo (avec Fetty Wap)
- 2016 : Wave Gods
- 2016 : Mac and Cheese 4
- 2017 : Unforgettable.
- 2018 : no stylist
- 2019 : slide
- 2023 : Wish U Well (Avec. Swae Lee, Lojay, Jess Glynne)

## Collaboration
- 2013 : Ray Charles de La Fouine (feat French Montana) de l'album  Drôle de parours
- 2015 : A.W.A de Lacrim (feat French Montana) de l 'album Corleone
- 2018 : Corazon de Gims (feat Lil Wayne et French Montana) de l'album Ceinture noire
- 2019 : Puerto Rico de Lacrim (feat French Montana) de l 'album
- 2018 : First Time de Liam Payne (feat French Montana) de l 'album LP1
- 2019 : Who do you Love de MONSTA X (feat French Montana) Single